# Lucía López Marco
Lucía López Marco (Zaragoza, 10 de septiembre de 1988) es una veterinaria aragonesa, divulgadora sobre el medio rural y la agroecología y coordinadora de la ONG Justicia Alimentaria en Aragón.

## Biografía
En el año 2012 se licenció en Veterinaria por la Universidad de Zaragoza porque su sueño era tener vacas. Pero por el camino descubrió la agroecología y la divulgación: en el año 2015 realizó un máster en Agroecología, Desarrollo Rural y Agroturismo en la Universidad Miguel Hernández de Elche y en el año 2019 realizó un máster en Periodismo y Comunicación Científica por la UNED. Sigue soñando con ser pastora algún día. En el año 2020 se trasladó a vivir a Navasa, localidad del municipio de Jaca, en la comarca de La Jacetania, en la provincia de Huesca, unos meses antes de que naciera su primera hija.

### Trayectoria profesional
Desde que finalizó sus estudios, ha trabajado y colaborado en diversos proyectos en torno a la ganadería sostenible, el desarrollo rural y la soberanía alimentaria en Bolivia, Alemania, Aragón y Cantabria. Ha trabajado en el Instituto Agronómico Mediterráneo de Zaragoza (IAMZ-CIHEAM) en diversos proyectos de investigación, como SIMRA (Innovación Social en Áreas Rurales Marginales) o iSAGE (Innovación para la sostenibilidad de ovinos y caprinos en Europa); y en las redes de investigación del CIHEAM, como la red FAO-CIHEAM de ovinos y caprinos. Y previamente en las áreas de transferencia y formación y de socioeconomía del Centro de Investigación y Formación Agrarias de Cantabria (CIFA Cantabria).
Desde el año 2020 trabaja como coordinadora de la ONG Justicia Alimentaria en Aragón.

### Mallata
En el año 2015 puso en marcha el blog mallata.com sobre ganadería extensiva, medio ambiente, agroecología y desarrollo rural. 'Mallata’ es un término aragonés para nombrar a lugar en mitad del campo que sirve de refugio al ganado y a quienes pastorean durante las noches de pastoreo o trashumancia.
En mallata.com se puede consultar un mapa, publicado en el año 2020, que recoge más de 350 iniciativas impulsadas por mujeres rurales en localidades de menos de 20.000 habitantes, o el mapa que recopila 18 iniciativas de transformación y puesta en valor de la lana de razas autóctonas. También se pueden leer y consultar gratuitamente los números publicados en la Revista Mallata, disponible tanto en aragonés como en castellano y que recoge testimonios narrados en primera persona por sus protagonistas: mujeres que viven y trabajan en el medio rural.

### Colaboraciones con otras iniciativas del medio rural
Forma parte del proyecto de Dinamización de iniciativas sostenibles y locales en el Pirineo y Somontano Aragonés (Mincha d’aquí), de RuralESS (Grupo dinamizador de la Economía Social y Solidaria en el medio rural aragonés). Forma parte de la Junta Directiva de la Plataforma por la Ganadería Extensiva y el Pastoralismo desde su creación en el año 2017.
Forma parte de la Red de Periodistas Rurales. Colabora en distintos medios de información como ElDiario.es de Aragón, The Conversation España, Revista Agroecológica de divulgación, Divulga UNED, Red Científica Remedia, Arainfo, entre otros.
Desde 2018 escribe junto con María Sánchez el manifiesto feminista 'Por un feminismo de hermanas de tierra' que renuevan cada año para dar a conocer las reivindicaciones de las mujeres rurales con motivo del 8 de marzo.

## Obras
Ha colaborado en la realización de libros temáticos sobre feminismo y cambio climático, en la realización de series temáticas sobre temáticas agroganaderas, ha realizado publicaciones científicas sobre mujeres rurales, despoblación, etnoveterinaria.

## Premios y reconocimientos
- 2014 Copla ganadora en el año 2014 del XVII concurso de coplas en aragonés del Ayuntamiento de Zaragoza.[20]
- 2021 XV edición de los Premios 20Blogs mejor blog en la categoría Blogosfera Verde.[21][22]
- 2021 XXIV edición Premios Félix de Azara de la Diputación Provincial de Huesca, en la categoría de medios de comunicación social, premio por ‘Mallata’, un blog sobre el medio rural.[23][24][25]
- 2022 Premio Arnal Cavero 2022 a su obra literaria en aragonés ‘Cuan plegue o colapso’.[26]